# Estados Malayos Federados
Los Estados Malayos Federados (EMF, Malayo: Negeri-Negeri Melayu Bersekutu, Jawi: نݢري٢ ملايو برسکوتو‎) fue una federación de cuatro protectorados ubicados en la Península de Malaca: Selangor, Perak, Negeri Sembilan y Pahang. Fue establecido en el año 1895 por el gobierno británico y duró hasta el año 1942, cuando el Imperio del Japón ocupó la península durante la Segunda Guerra Mundial. Tras la liberación del estado y la rendición de Japón, se decidió no restaurar la federación, si no convertirla en la Unión Malaya. Esto tras que Mallaca y Penang, antiguos miembros de las Colonias del Estrecho, y con los demás estados no federados, se unieron a la colonia. Dos años después se convertirían en la Federación Malaya, la cual se independizó en el año 1957. Y finalmente, tras la adquisición de Singapur, Sarawak y del norte de borneo, se instauraría el actual estado malayo.

## Formación y estructura de poder
El 20 de enero de 1874, Andrew Clarke, gobernador de las Colonias del Estrecho, firmó con el sultán de Perrak el tratado de Pangkor. El sultán se comprometió a «recibir y proporcionar una residencia adecuada a un oficial británico que se denominaría residente, quien estaría acreditado ante su corte y a cuyo consejo se le solicitaría y se tendría en cuenta en todas las cuestiones que no estuvieran relacionadas con la religión y las costumbres malayas». El mismo año, Selangor y Negri Sembilan firmarían los mismos acuerdos, y en 1888 Pahang lo haría.
En pos de una mayor eficacia administrativa, los cuatro estados se unirían en 1895 para formar los Estados Malayos Federados. Su estructura estuvo altamente centralizada, pues la mayor parte del poder recaía en el gobierno británico.
Para la administración de la federación, se creó en 1898 los británicos establecieron el Consejo Federal. Estaba presidido por el Alto Comisionado (Gobernador de las Colonias del Estrecho), asistido por el Residente General, los gobernantes, los cuatro residentes estatales y cuatro miembros no oficiales designados. Esta estructura perseveró hasta la invasión japonesa a Malasia en 1942.

## Disolución
La federación fue disuelta el 1 de abril de 1946, e incorporada a la Unión Malaya. A esta le siguió la Federación Malaya en 1948, la cual se independizó en 1957, más tarde convirtiéndose en Malasia en el año 1963.